# Angola aux Jeux olympiques d'été de 2000
L'Angola participe aux Jeux olympiques d'été de 2000 à Sydney. Sa délégation est composée de 30 athlètes répartis dans 5 sports et son porte-drapeau est Nádia Cruz. Au terme des Olympiades, la nation n'est pas à proprement classé puisqu'elle ne remporte aucune médaille. 

## Nombre d'athlètes qualifiés par sport
Voici la liste des qualifiés et sélectionnés Angolais par sport (remplaçants compris) :
| Sport       | Hommes | Femmes | Total |
| ----------- | ------ | ------ | ----- |
| Athlétisme  | 1      | 1      | 2     |
| Basket-ball | 10     | 0      | 10    |

## Liste des médaillés angolais
Aucun athlète angolais ne remporte de médaille durant ces JO.

## Athlétisme

### Hommes
| Athlète       | Épreuve  | Séries      | Séries      | Quarts de finale | Quarts de finale | Demi-finales | Demi-finales | Finale          | Finale |
| Athlète       | Épreuve  | Temps       | Rang        | Temps            | Rang             | Temps        | Rang         | Temps           | Rang   |
| ------------- | -------- | ----------- | ----------- | ---------------- | ---------------- | ------------ | ------------ | --------------- | ------ |
| João N'Tyamba | Marathon | Non disputé | Non disputé | Non disputé      | Non disputé      | Non disputé  | Non disputé  | 2 h 16 min 43 s | 17e    |

### Femmes
| Athlète         | Épreuve | Séries        | Séries | Quarts de finale | Quarts de finale | Demi-finales | Demi-finales | Finale | Finale |
| Athlète         | Épreuve | Temps         | Rang   | Temps            | Rang             | Temps        | Rang         | Temps  | Rang   |
| --------------- | ------- | ------------- | ------ | ---------------- | ---------------- | ------------ | ------------ | ------ | ------ |
| Delfina Joaquim | 800 m   | 2 min 15 s 02 | 7e     |                  |                  |              |              |        |        |

## Basket-ball

### Hommes
- Víctor Muzadi
- Edmar Victoriano
- Ângelo Victoriano
- David Dias
- Miguel Lutonda
- Herlánder Coimbra
- Víctor de Carvalho
- Aníbal Moreira
- Garcia Domingos
- Carlos Almeida
- Coach : Mário Palma

| Épreuve     | Phase de groupes      | Phase de groupes     | Phase de groupes          | Phase de groupes        | Phase de groupes     | Quart de Finale     | Demi-finale         | Finale / MB         | Rang    |
| Épreuve     | Adversaire Résultat   | Adversaire Résultat  | Adversaire Résultat       | Adversaire Résultat     | Adversaire Résultat  | Adversaire Résultat | Adversaire Résultat | Adversaire Résultat | Rang    |
| ----------- | --------------------- | -------------------- | ------------------------- | ----------------------- | -------------------- | ------------------- | ------------------- | ------------------- | ------- |
| Basket-ball | Défaite Espagne 45-64 | Défaite Canada 54-99 | Défaite Yougoslavie 64-73 | Défaite Australie 75-86 | Défaite Russie 65-88 | Eliminé             | Eliminé             | Eliminé             | Eliminé |